# Cantó de Fontenay-sous-Bois-Est
El cantó de Fontenay-sous-Bois-Est és un antic cantó francès del departament de Val-de-Marne, que estava situat al districte de Nogent-sur-Marne. Comptava amb part del municipi de Fontenay-sous-Bois.
Al 2015 va desaparèixer i el seu territori va passar a formar part del nou cantó de Fontenay-sous-Bois.

## Municipis
- Fontenay-sous-Bois (part)

## Història
| Data d'elecció                           | Identitat        | Partit | Qualitat |
| ---------------------------------------- | ---------------- | ------ | -------- |
| 1967-1998                                | Louis Bayeurte   | PCF    |          |
| 1998-                                    | Gilles Saint-Gal | PCF    |          |
| les dades anteriors no són pas conegudes |                  |        |          |
|                                          |                  |        |          |

## Demografia
| A partir de 1990: Població sense dobles comptes |